# 1494
Пізнє середньовіччя •  Відродження •  Доба великих географічних відкриттів •  Ганза •  Ацтецький потрійний союз •  Імперія інків

## Геополітична ситуація
Османську державу очолює Баязид II (до 1512). Королем Німеччини є Максиміліан I Габсбург. У Франції королює Карл VIII Люб'язний (до 1498).
Середню частину Апеннінського півострова займає Папська область, південь належить Неаполітанському королівству. Могутними державними утвореннями півночі є Венеційська республіка, Флорентійська республіка, Генуезька республіка та герцогство Міланське.
Кастилія і Леон та Арагонське королівство об'єднані в Іспанське королівство, де правлять католицькі королі Фернандо II Арагонський (до 1516) та Ізабелла I Кастильська (до 1504). В Португалії королює Жуан II (до 1495).
Генріх VII є королем Англії (до 1509), королем Данії та Норвегії — Юхан II (до 1513), Швецію очолює регент Стен Стуре Старший (до 1497). Королем Угорщини та Богемії є Владислав II Ягелончик. У Польщі королює Ян I Ольбрахт (до 1501), а у Великому князівстві Литовському княжить Александр Ягеллончик (до 1506).
Галичина входить до складу Польщі. Волинь належить Великому князівству Литовському. Московське князівство очолює Іван III Васильович (до 1505).
На заході євразійських степів від Золотої Орди відокремилися Казанське ханство, Кримське ханство, Ногайська орда. У Єгипті панують мамлюки. У Китаї править династія Мін. Значними державами Індостану є Делійський султанат, Бахмані, Віджаянагара. В Японії триває період Муроматі.
У Долині Мехіко править Ацтецький потрійний союз на чолі з Ахвіцотлем (до 1502). Цивілізація мая переживає посткласичний період. В Імперії інків править Уайна Капак (до 1525).

## Події
- Великий князь Литовський Олександр Ягеллончик надав Києву привілеї Магдебурзького права
- Підписано мирний договір між Московією та Великим князівством Литовським. Домовлено, що литовський князь Олександр Ягеллончик одружиться з донькою Івана III Оленою.
- Москва захопила торговельний пост Ганзи в Новгороді.
- Іспанія та Португалія уклали Тордесільянський договір, поділивши між собою нововідкриті землі. Межу розділу встановлено дещо іншою, ніж у папській буллі попереднього року.
- Філіп Вродливий став графом Фландрії.
- Французький король Карл VIII купує право на Візантійський престол у вигнаного претендента Андрія (Андреаса) Палеолога.
- Імператор Священної Римської імперії, Максиміліан I визнав Перкіна Варбека законним претиндентом на Англійський трон.
- 12 річний Бабур став правителем Фергани після смерті свого батька.
- Сьогуном Японії став Асікаґа Йосідзумі.
- 5 травня, під час своєї другої подорожі до Нового Світу, Христофор Колумб вперше побував на сучасній Ямайці, яку він назвав Санта Глорія.
- Загін Колумба, направлений на пошук золота усередину Еспаньйоли (Гаїті), знайшов багаті поклади золота серед пісків гірського району Кордильєра-Сентраль. Це перше відкриття золотого родовища в Новому Світі.
- Перший ураган, який коли-небудь спостерігали європейці, обрушився на іспанське поселення Ла-Ізабела на острові Еспаньйола.
- Плем'я гуанчі з острова Тенеріфе, перемогло іспанські війська під проводом Алонсо де Луго в першій битві при Асентехо але були розбиті в ході другої битви при Асентехо, що відбулася того ж року.
- Війська ацтеків завоювали та розграбували сапотекське місто Мітла.
- В місті Цетинє видана перша інкунабула, надрукована кирилицею в Південно-Східній Європі - Цетинський октоїх написаний сербською редакцією церковнослов’янської мови
- Розпочалися Італійські війни.
  - Французький король Карл VIII проголосив себе королем Неаполя та Єрусалиму.
  - Папа Римський Олександр VI віддав Неаполітанське королівство Альфонсу II.
  - Карл VIII вирушив походом в Італію. Французький флот вигнав неаполітанців із Генуї.
  - У Флоренції спалахнуло повстання, до якого підбурював народ Джироламо Савонарола, і яке прогнало з міста Медічі й відновило республіку.
  - Міланський правитель Людовіко Сфорца оголосив себе герцогом.
  - Карл VIII увійшов у Рим, віддав шану папі Олександру VI, але взяв заручників, зокрема Чезаре Борджа.
  - Частина французів, що вторглися в Італію, захворіла на сифіліс.

## Народились
- 2 лютого — Бона Сфорца, герцогиня Міланська, неаполітанська принцеса, дочка міланського герцога Джан Галеаццо Сфорца та Ізабели Арагонської[pl], дружина Сигізмунда I короля польського, великого князя литовського, руського і жемайтського.
- 11 лютого — Такеда Нобутора - японський воєначальник.
- 20 лютого — Йоганн Фрііс[da] - данський державний діяч.
- 24 березня — Ґеорґіус Аґрікола -  німецький вчений епохи Відродження, філософ, геолог, мінералог, хімік, гірник, металург і лікар, автор першої європейської гірничо-металургійної енциклопедії.
- 25 березня — Єлизавета Бранденбург-Ансбах-Кульмбахська[de] - маркграфиня, дружина Ернста І 1-го маркграфа Баден-Дурлах.
- 4 квітня — Амвросій Мойбан[de] - німецький гуманіст теолог та реформатор.
- 20 квітня — Йоганн Агрікола - німецький проповідник, один з лідерів Реформації, сподвижник Мартіна Лютера.
- 25 квітня — Хуан Тельес-Хірон, ель Санто[es] - іспанський політичний діяч, засновник Університету в місті Осуна.
- 24 травня — Якопо Понтормо — італійський художник часів Відродження, представник маньєризм.
- 18 серпня — Йоганнес Шойбель[de] - німецький математик, вважається піонером алгебри в Європі.
- 8 вересня — Шрі Чанд[en] - індійський релігійний діяч засновник аскетичної секти Удасі[en] сикхізму.
- 11 вересня — Єлизавета Брунсвік-Люнебурзька[de] - герцогиня Гельдерська.
- 12 вересня — король Франції Франциск I.
- 31 жовтня — Вольфганг Пфальцький[de] - пфальцграф Ноймарктський, губернатор Верхнього Пфальцу
- 5 листопада — Ганс Сакс — німецький поет, драматург майстерзинґер, автор фастнахтшпілів, один із найвідоміших представників міської (бюргерської) літератури XVI ст.
- 6 листопада — Сулейман Пишний - Османський султан - найвизначнішq правителm Сходу XVI століття. Дружиною султана Сулеймана I була Хасекі Хюррем Султан, знана як Роксолана.
- 12 листопада — Маргарита Ангальт-Кетенська[de] - донька Вальдемара VI Асканія, герцогиня-консорт Саксонії, дружина Йоганн I
- Дата невідома — Франсуа Рабле - французький письменник епохи Відродження.
- 20 грудня - Санті Бугліоні[it] - італійський скульптор.
- 20 грудня - Антуанетта де Бурбон-Вандом - прародителька клану Гізів, дружина Клода Лотаринзького[en], герцога де Гіза. Бабуся шотландської королеви Марії Стюарт.
- Дата невідома — Алонсо Альварес де Пінеда[es] іспанський конкістадор, мореплавець, дослідник і картограф створив першу карту узбережжя Мексиканської затоки, пропливши навколо її узбережжя, на якій зображено сучасний Техас і частини узбережжя Мексиканської затоки Сполучених Штатів. Перший європеєць, що висадився на територію Техасу.
- Дата невідома — Крістіна Юлленшерна - шведська шляхтянка, дружина шведського регента Стена Стуре Молодшого, а після смерті свого чоловіка — очільниця шведського опору проти Крістіана II Данського. Національна героїня Швеції.
- Дата невідома — Амброзіус Гольбейн — німецько-швейцарський живописць, графік та гравер епохи Північного Відродження.
- Дата невідома — Цю Їн — відомий китайський художник, один з провідних живописців часів династії Мін.
- Дата невідома — Сайто Досан — самурайський полководець середньовічної Японії періоду Сенґоку. Володар провінції Міно (суч. префектура Ґіфу). Справжнє ім'я — Сайто Хідетацу.
- Дата невідома — Ганс Таусен - датський релігійний реформатор.
- Дата невідома - Конрад фон Бойнебург[de] - ватажок Ландскнехів на службі  Імператора Карл V. Походить з дворянського роду Бойнебургів[de]
- Дата невідома - Домініко де Сото[es] - іспанський теолог, член Домініканського Ордену, викладач в Університеті Алькали, сповідник Імператора Карл V і провідний представником іспанської пізньої схоластики (Саламанкська школа). Ім'я при народження - Франциско.
- Дата не відома - Жан Парізо де ла Валетт — великий магістр лицарів Ордену госпітальєрів у 1557—1568 роках.

## Померли
- 4 липня — Юрій Котермак, український філософ, астроном, уродженець міста Дрогобич, в 1481—1482 роках ректор Болоньського університету, в 1487—1494 роках професор Ягеллонського університету в Кракові, викладач Миколи Коперника